# Balogh Árpád (színművész)
Balogh Árpád, Balogh Ferenc Árpád (Nagyszombat, 1857. április 26. – Letenye, 1925. február 14.) magyar színész, színigazgató.

## Életútja
Balogh Alajos színigazgató és Filippovits (Filipovics) Borbála fiaként született. 1857. április 27-én keresztelték, keresztszülei Zsihovics Ferenc egyetemi tanár, Ronczy Borbála, Bernáth Alajos színész és Pály Karolina voltak. Gyerekként 1863-ban apja és Mátray István társulatában, majd 1864-ben apjánál szerepelt. Lírai szerelmes és drámai szerepeket alakított, rendező is volt. Apja halála után ő is igazgató lett és leginkább a dunántúli vidékeken hirdette a kultúrát. Harminc évi működés után, 1910. június 1-én nyugalomba vonult. Kitűnő zenész is volt. Halálát szívgyengeség okozta.
Első neje Grosz Boriska (Arad, 1864 – Sümeg, 1885. szeptember 28.) színésznő. Színpadra lépett 1880-ban, Aradon, majd 1884. szeptember 2-án férjhez ment Kalocsán. Második felesége Szűcs Margit volt.

## Fontosabb szerepe
- Bánk bán (Katona József)

## Működési adatai
1872: Kétszery József; 1873–85: Balogh Alajos.
Igazgatóként: 1885: Szombathely; 1886–88: Baja; 1888: Nagyatád; 1889: Rozsnyó; 1890: Muraszombat; 1891–93: Nagyatád; 1893: Beregszász; 1894: Munkács; 1895: Zalaegerszeg; 1896: Hajdúnánás; 1901: Békéscsaba.